# Komedia starogrecka

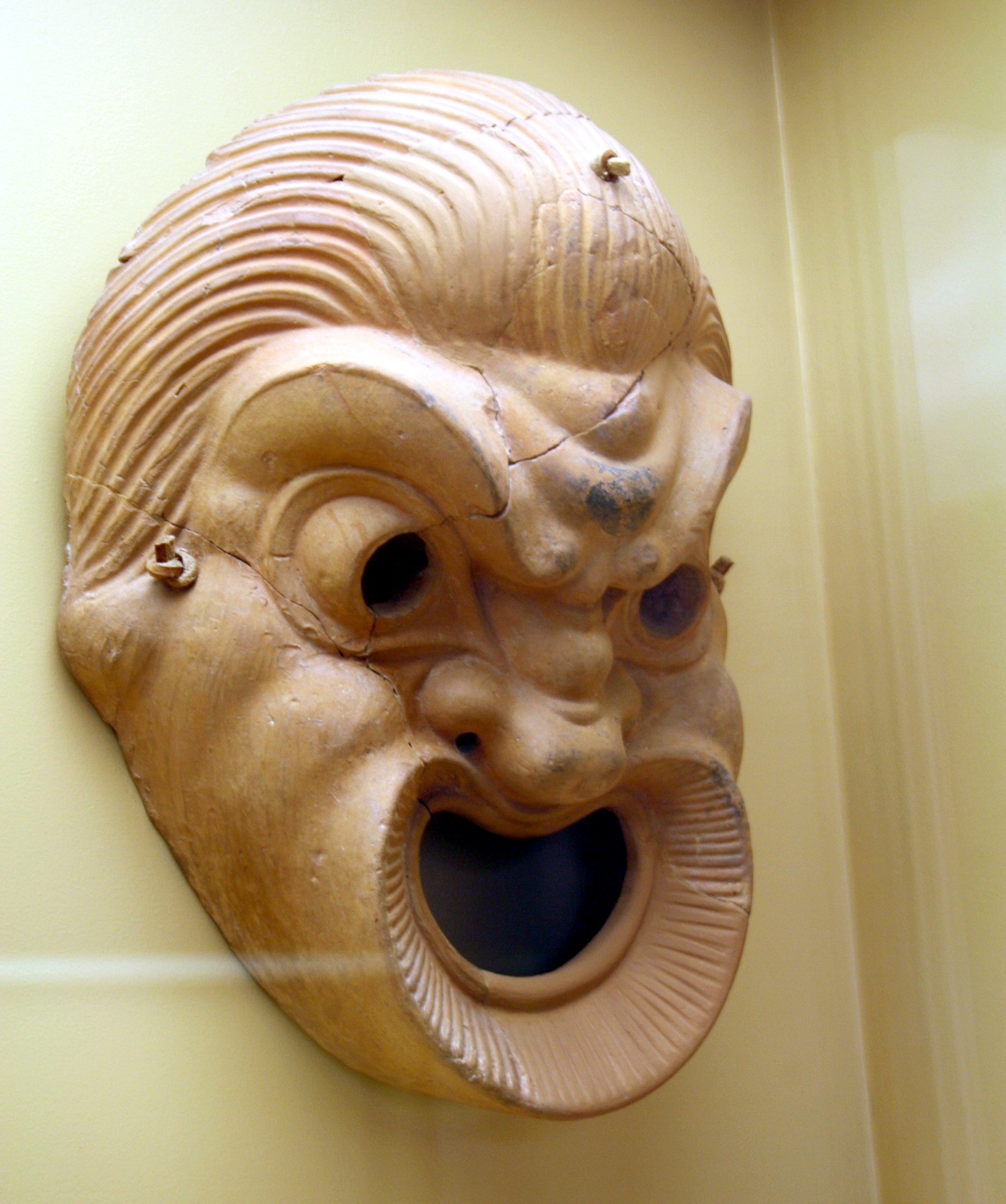
Grecka maska komediowa z przełomu IV i III wieku p.n.e.

Komedia starogrecka – ukształtowała się w V wieku p.n.e. Stała się jednym z podstawowych gatunków dramatu starożytnej Grecji, traktowanym jako opozycyjny do tragedii. Badacze wyróżniają trzy etapy rozwoju komedii starogreckiej: staroattycki, średni i nowy. Według greckiej mitologii muzą komedii jest Talia.

## Komedia staroattycka (stara)
Wywodzi się z doryckich improwizowanych mimów ludowych (żartobliwych scenek o tematyce zaczerpniętej z mitologii lub codzienności), rozpowszechnionych w Sparcie, Megarze, Syrakuzach, Tarencie. Literacki kształt nadał tym przedstawieniom żyjący na przełomie VI i V wieku p.n.e. Epicharm, uznawany za jednego z twórców komedii. W V wieku p.n.e. tradycja dorycka uległa przemieszaniu z attyckim satyrycznym śpiewem, wykonywanym podczas kommosów  – pochodów ku czci boga Dionizosa.
Cechy charakterystyczne komedii staroattyckiej to satyra (społeczna i polityczna) i elementy fantastyczne (obecne w tematyce, a także kostiumach występujących aktorów). Język utworów jest śmiały i dosadny.
Przedstawiciele:
- Kratinos (520–423 p.n.e.)
- Eupolis (446–411 p.n.e.)
- Arystofanes (ok. 446–385 p.n.e.)

## Komedia średnia
W IV wieku p.n.e. ze względu na przemiany społeczne i polityczne komedia antyczna traci swój satyryczny charakter. Autorzy rezygnują także (ze względów ekonomicznych) z wprowadzania na scenę chóru. Komedia średnia tematycznie obejmuje scenki familijne oraz trawestacje wątków mitologicznych.
Przedstawiciele:
- Antyfanes (405–333 p.n.e.)
- Aleksis (394–275 p.n.e.)
- Eubulos

## Komedia nowa
Druga połowa IV wieku p.n.e. i cały wiek III to czas dominacji komedii nowej. Przedstawia ona scenki rodzajowe, życie rodzinne, rozwija się komedia charakterów (do popularnych typów postaci należą: skąpy ojciec, pobłażliwy stryj, zakochany młodzieniec, sprytny niewolnik, hetery, pieczeniarze) oraz komedia intrygi. Dominuje komizm sytuacyjny. Komedia nowa za pośrednictwem komedii rzymskiej wywarła silny wpływ na kształtowanie się komedii nowożytnej.
Przedstawiciele:
- Filemon (362–262 p.n.e.)
- Difilos z Synopy (342–291 p.n.e.)
- Menander (342–291 p.n.e.)